# Leucadendron laxum
Leucadendron laxum är en tvåhjärtbladig växtart som beskrevs av I. Williams. Leucadendron laxum ingår i släktet Leucadendron och familjen Proteaceae. Inga underarter finns listade i Catalogue of Life.